# 이와키아사카와역
이와키아사카와역(일본어: 磐城浅川駅)은 일본 후쿠시마현 이시카와군 아사카와정에 위치한 동일본 여객철도 스이군선의 철도역이다. 단선 승강장 1면 1선의 구조를 갖춘 지상역이다.

## 이용 현황
| 승차 인원 추이 | 승차 인원 추이 |
| 연도           | 1일 평균       |
| -------------- | -------------- |
| 2000           | 315            |
| 2001           | 309            |
| 2002           | 284            |
| 2003           | 262            |
| 2004           | 255            |
| 2005           | 244            |
| 2006           | 234            |
| 2007           | 211            |
| 2008           | 221            |
| 2009           | 212            |
| 2010           | 189            |
| 2011           | 170            |
| 2012           | 180            |
| 2013           | 182            |
| 2014           | 173            |
| 2015           | 177            |

## 역 주변
- 국도 제118호선
- 아사카와 정청
- 후쿠시마 교통 아사카와 차고

## 역사
- 1934년 12월 4일 : 개업.
- 1983년 6월 1일 : 스이군선 CTC화에 의해 무인화. 역사 내 상점에 승차권 발매를 위탁했던 간이위탁역이 됨.
- 1987년 4월 1일 : 일본국유철도 분할 민영화에 의해, 동일본 여객철도가 승계.
- 2014년 12월 21일 : 시발 열차부터, 상 · 하행선도 1번선으로 통일되어, 과선교를 건너는 2번 선이 사용 정지됨.

## 인접 역
| 스이군선                 | 스이군선   | 스이군선                   |
| ------------------------ | ---------- | -------------------------- |
| 이와키타나쿠라 미토 방면 | ■ 스이군선 | 사토시라이시 고리야마 방면 |